# Équipe cycliste féminine Cylance
L'équipe cycliste féminine Cylance est une ancienne équipe cycliste professionnelle féminine basée aux États-Unis ayant existé de 2016 à 2018.

## Classements UCI
Ce tableau présente les places de l'équipe Cylance au classement de l'Union cycliste internationale en fin de saison, ainsi que ses meilleures coureuses au classement individuel.
| Année | Classement par équipes | Meilleure coureuse au classement individuel |
| 2016  | 12e                    | Carmen Small (30e)                          |
| 2017  | 10e                    | Kirsten Wild (26e)                          |
| 2018  | 26e                    | Sheyla Gutierrez (92e)                      |

À partir de 2016, l'UCI World Tour féminin remplace la Coupe du monde.
| Année | Classement par équipes | Meilleure coureuse au classement individuel |
| 2016  | 11e                    | Carmen Small (19e)                          |
| 2017  | 9e                     | Kirsten Wild (15e)                          |
| 2018  | 22e                    | Sheyla Gutierrez (78e)                      |

## Principales victoires

### Compétitions internationales
Cyclisme sur piste
- Championnats du monde : 1
  - Scratch : 2017 (Rachele Barbieri)

### Championnats nationaux
- Championnats d'Espagne : 1
  - Course en ligne : 2017 (Sheyla Gutierrez)
- Championnats d'Israël  : 1
  - Course en ligne : 2018 (Omer Shapira)
- Championnats de Serbie : 2
  - Course en ligne : 2018 (Jelena Erić)
  - Contre-la-montre : 2018 (Jelena Erić)
- Championnats de Suisse : 2
  - Course en ligne : 2016 (Doris Schweizer)
  - Contre-la-montre : 2016 (Doris Schweizer)

## Encadrement
Manel Lacambra, auparavant directeur sportif de l'équipe Bigla avant d'en partir subitement fin juin 2015, est le directeur sportif de l'équipe. Son gérant est Omer Kem en 2016, puis Giana Roberge.

## Partenaires
Le partenaire principal de l'équipe est Cylance, une entreprise spécialisée dans la sécurité informatique. 

## Cylance en 2019

### Arrivées et départs
| Arrivées | Équipe 2018 |
| -------- | ----------- |

| Départs                 | Équipe 2019               |
| ----------------------- | ------------------------- |
| Giorgia Bronzini        | Arrêt                     |
| Kristabel Doebel-Hickok | Rally                     |
| Jelena Eric             | Alé Cipollini             |
| Sheyla Gutiérrez        | Movistar                  |
| Rossella Ratto          | BTC City Ljubljana        |
| Omer Shapira            | Canyon-SRAM               |
| Lauren Stephens         | Tibco-Silicon Valley Bank |
| Marta Tagliaferro       | Hitec Products            |

## Cylance en 2018

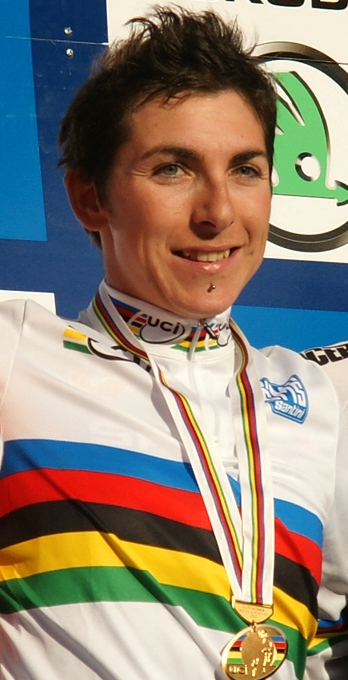
Giorgia Bronzini vient remplacer Kirsten Wild dans l'effectif

### Arrivées et départs
| Arrivées        | Équipe 2017               |
| --------------- | ------------------------- |
| Holly Breck     | Sho-Air Twenty20          |
| Jelena Eric     | BTC City Ljubljana        |
| Omer Shapira    | Giusfredi Bianchi         |
| Lauren Stephens | Tibco-Silicon Valley Bank |

| Départs             | Équipe 2018  |
| ------------------- | ------------ |
| Rachele Barbieri    | Wiggle High5 |
| Danielle King       | WaowDeals    |
| Małgorzata Jasińska | Movistar     |
| Willeke Knol        | Retraite     |
| Joëlle Numainville  |              |
| Alison Tetrick      |              |
| Kirsten Wild        | Wiggle High5 |
| Erica Zaveta        |              |

### Effectif

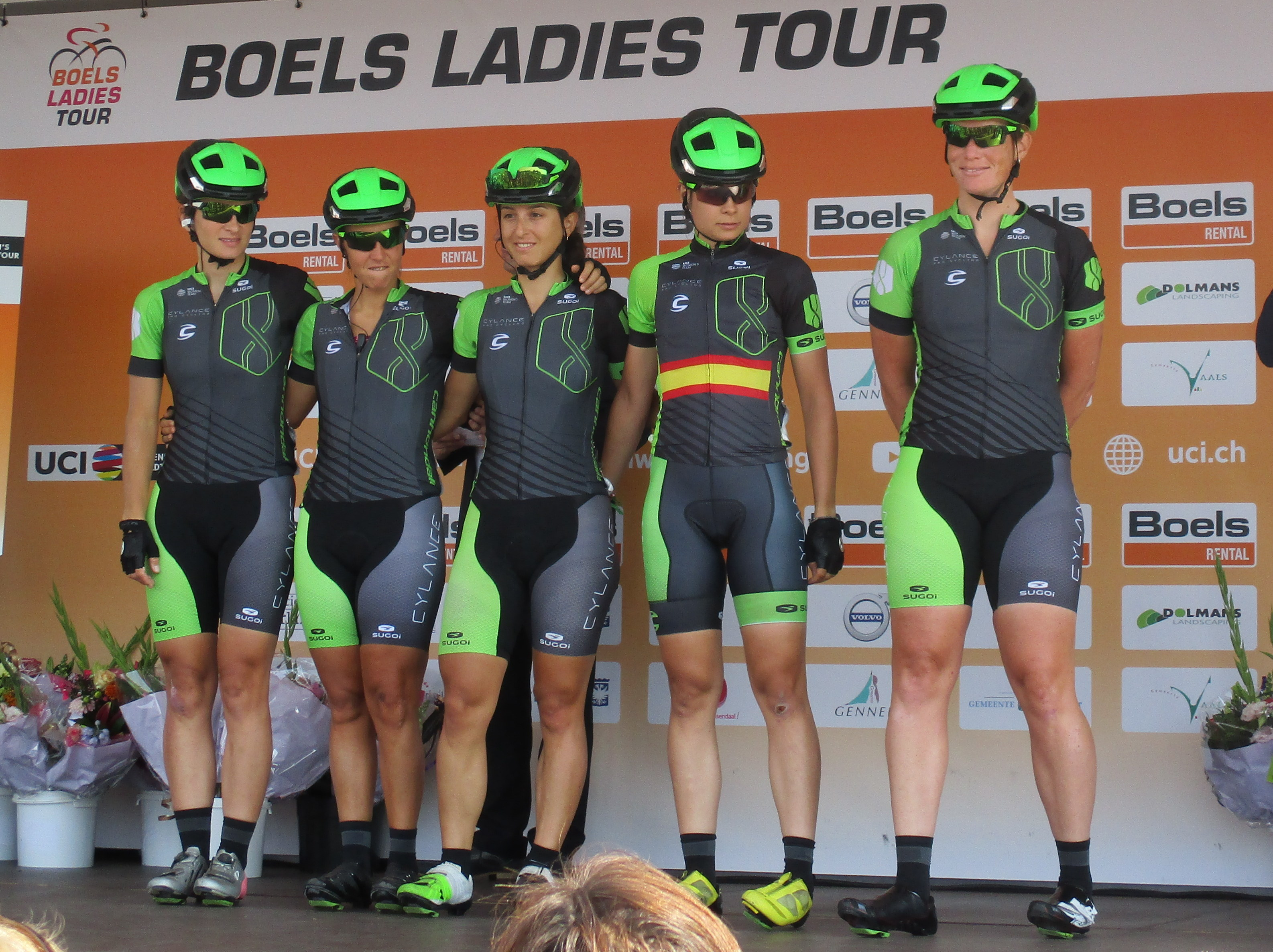
Équipe au Boels Ladies Tour. De gauche à droite : Małgorzata Jasińska, Marta Tagliaferro, Rossella Ratto, Sheyla Gutierrez et Kirsten Wild

| Effectif 2018           | Effectif 2018     | Effectif 2018 | Effectif 2018                         |
| Cycliste                | Date de naissance | Pays          | Équipe précédente                     |
| ----------------------- | ----------------- | ------------- | ------------------------------------- |
| Holly Breck             | 27 mai 1992       | États-Unis    | Sho-Air Twenty20 (2017)               |
| Giorgia Bronzini        | 3 août 1983       | Italie        | Wiggle High5 (2017)                   |
| Kristabel Doebel-Hickok | 28 avril 1989     | États-Unis    | Tibco-Silicon Valley Bank (2015)      |
| Jelena Erić             | 15 janvier 1996   | Serbie        | BTC City Ljubljana (2017)             |
| Sheyla Gutiérrez        | 1 janvier 1994    | Espagne       | Lointek (2015)                        |
| Kaitlin Keough          | 1 janvier 1992    | États-Unis    | Cylance (2018)                        |
| Rossella Ratto          | 20 octobre 1993   | Italie        | Inpa Sottoli Bianchi Giusfredi (2015) |
| Omer Shapira            | 9 septembre 1994  | Israël        | Giusfredi-Bianchi (2017)              |
| Lauren Stephens         | 28 décembre 1986  | États-Unis    | Tibco-Silicon Valley Bank (2017)      |
| Marta Tagliaferro       | 4 novembre 1989   | Italie        | Alé Cipollini (2016)                  |
|                         |                   |               |                                       |
| Source : UCI            |                   |               |                                       |

### Victoires

#### Sur route
| Victoires | Victoires                                        | Victoires | Victoires | Victoires        | Victoires |
| Date      | Course                                           | Pays      | Classe    | Vainqueur        |           |
| --------- | ------------------------------------------------ | --------- | --------- | ---------------- | --------- |
| 26 avr.   | 1re étape du Tour de l'île de Chongming          | Chine     | 2.WWT     | Giorgia Bronzini |           |
| 3 mai     | Classement général, Tour de l'île de Zhoushan II | Chine     | 2.2       | Sheyla Gutiérrez |           |
| 6 mai     | 1re étape, Panorama Guizhou International Women  | Chine     | 2.2       | Sheyla Gutiérrez |           |
| 22 juin   | Championnat de Serbie du contre-la-montre        | Serbie    | CN        | Jelena Erić      |           |
| 24 juin   | Championnat de Serbie sur route                  | Serbie    | CN        | Jelena Erić      |           |
| 30 juin   | Championnat d'Israël sur route                   | Israël    | CN        | Omer Shapira     |           |
| 16 sept.  | 2e étape de La Madrid Challenge by La Vuelta     | Espagne   | 2.WWT     | Giorgia Bronzini |           |

### Classement mondial
| Classement UCI | Classement UCI          | Classement UCI | Classement UCI |
| Coureuse       | Coureuse                | Pays           | Points         |
| -------------- | ----------------------- | -------------- | -------------- |
| 92e            | Sheyla Gutiérrez        | Espagne        | 202 pts        |
| 118e           | Lauren Stephens         | États-Unis     | 154 pts        |
| 174e           | Rossella Ratto          | Italie         | 90 pts         |
| 194e           | Jelena Erić             | Serbie         | 78 pts         |
| 226e           | Omer Shapira            | Israël         | 59 pts         |
| 558e           | Marta Tagliaferro       | Italie         | 10 pts         |
| 638e           | Kristabel Doebel-Hickok | États-Unis     | 5 pts          |

## Cylance en 2017

### Arrivées et départs

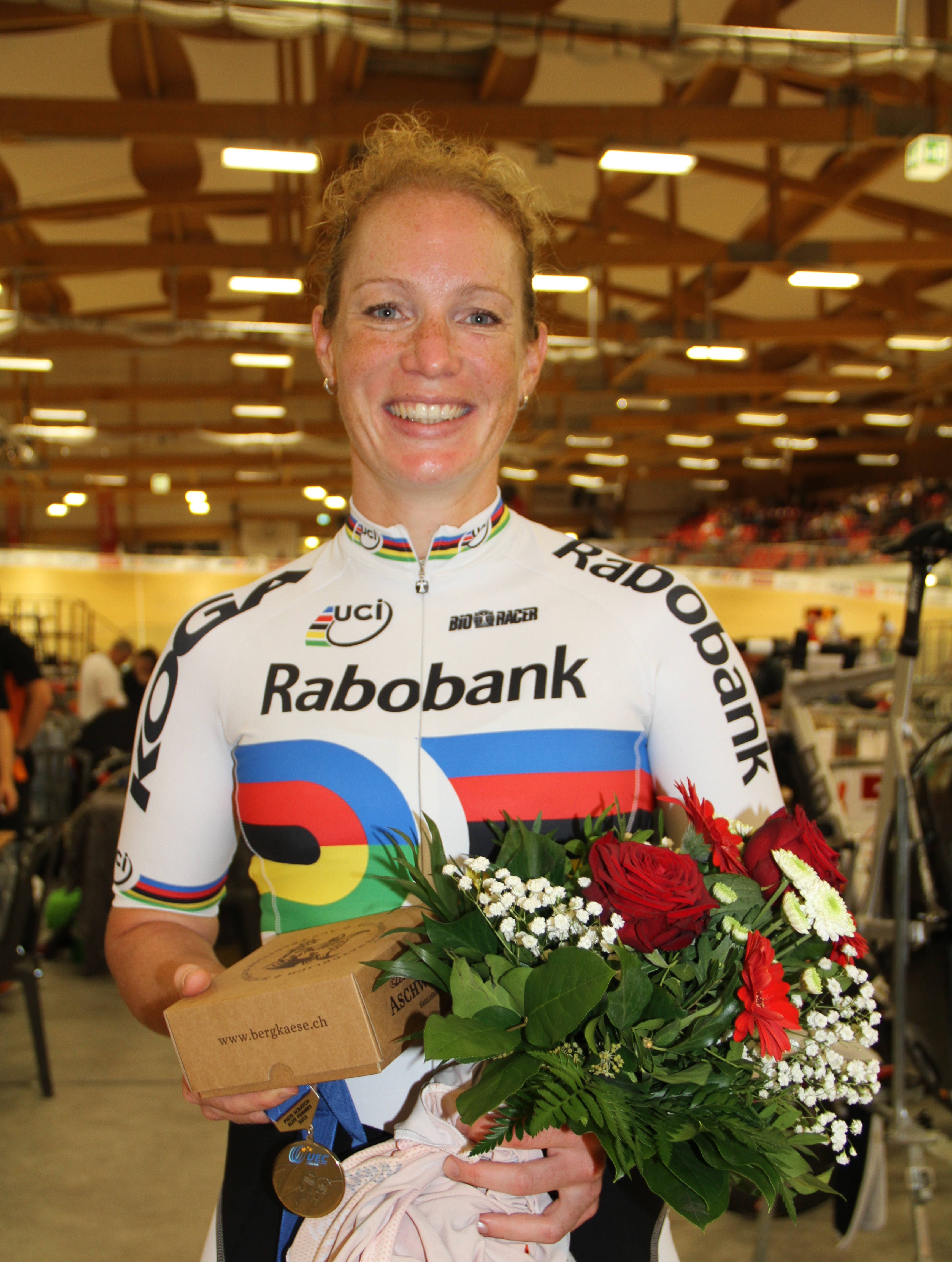
La sprinteuse néerlandaise Kirsten Wild est la principale recrue

Le recrutement 2017 est ambitieux avec l'arrivée de la sprinteuse néerlandaise Kirsten Wild. Joëlle Numainville, quadruple championne du Canada et troisième du Grand Prix de Plouay l'année précédente, rejoint l'équipe. La polyvalente Britannique Danielle King est une autre recrue. L'expérimentée Małgorzata Jasińska, tout comme la sprinteuse Marta Tagliaferro arrivent depuis l'équipe Alé Cipollini. Par ailleurs, Kaitlin Antonneau et Willeke Knol intègrent également l'équipe. 
Au niveau des départs, Shelley Olds prend sa retraite après le traumatisme crânien subi au cours de la saison précédente. La championne des États-Unis du contre-la-montre, Carmen Small et la championne de la même discipline en Suisse Doris Schweizer rejoignent toutes deux l'équipe VéloCONCEPT. Valentina Scandolara quitte également l'équipe tout comme Kathryn Bertine.
| Arrivées            | Équipe 2016        |
| ------------------- | ------------------ |
| Kaitlin Antonneau   | Twenty16-Ridebiker |
| Małgorzata Jasińska | Alé Cipollini      |
| Danielle King       | Wiggle High5       |
| Willeke Knol        | Lotto Soudal       |
| Joëlle Numainville  | Cervélo-Bigla      |
| Marta Tagliaferro   | Alé Cipollini      |
| Kirsten Wild        | Hitec Product      |

| Départs              | Équipe 2017 |
| -------------------- | ----------- |
| Kathryn Bertine      |             |
| Shelley Olds         | Retraite    |
| Valentina Scandolara | WM3         |
| Carmen Small         | VéloCONCEPT |
| Doris Schweizer      | VéloCONCEPT |

### Effectif
| Effectif 2017            | Effectif 2017     | Effectif 2017 | Effectif 2017                         |
| Cycliste                 | Date de naissance | Pays          | Équipe précédente                     |
| ------------------------ | ----------------- | ------------- | ------------------------------------- |
| Kaitlin Keough           | 1 janvier 1992    | États-Unis    | Cylance (2017)                        |
| Rachele Barbieri         | 21 février 1997   | Italie        |                                       |
| Kristabel Doebel-Hickok  | 28 avril 1989     | États-Unis    | Tibco-Silicon Valley Bank (2015)      |
| Sheyla Gutiérrez         | 1 janvier 1994    | Espagne       | Lointek (2015)                        |
| Małgorzata Jasińska      | 18 janvier 1984   | Pologne       | Alé Cipollini (2016)                  |
| Danielle King            | 21 novembre 1990  | Royaume-Uni   | Wiggle High5 (2016)                   |
| Willeke Knol             | 10 avril 1991     | Pays-Bas      | Lotto Soudal Ladies (2016)            |
| Joëlle Numainville       | 20 novembre 1987  | Canada        | Cervélo Bigla (2016)                  |
| Rossella Ratto           | 20 octobre 1993   | Italie        | Inpa Sottoli Bianchi Giusfredi (2015) |
| Marta Tagliaferro        | 4 novembre 1989   | Italie        | Alé Cipollini (2016)                  |
| Alison Tetrick           | 4 avril 1985      | États-Unis    | Optum-Kelly Benefit Strategies (2015) |
| Kirsten Wild             | 15 octobre 1982   | Pays-Bas      | Hitec Products (2016)                 |
| Erica Zaveta             | 6 septembre 1989  | États-Unis    | BMW p/b Happy Tooth Dental (2015)     |
|                          |                   |               |                                       |
| Source : ProCyclingStats |                   |               |                                       |

### Déroulement de la saison
Sheyla Gutiérrez remporte le Samyn des Dames dans un sprint à cinq.

### Victoires

#### Sur route
| Victoires | Victoires                               | Victoires | Victoires | Victoires        | Victoires |
| Date      | Course                                  | Pays      | Classe    | Vainqueur        |           |
| --------- | --------------------------------------- | --------- | --------- | ---------------- | --------- |
| 15 janv.  | 2e étape, Women's Tour Down Under       | Australie | 2.2       | Kirsten Wild     |           |
| 17 janv.  | 4e étape, Women's Tour Down Under       | Australie | 2.2       | Kirsten Wild     |           |
| 1 mars    | Le Samyn des Dames                      | Belgique  | 1.2       | Sheyla Gutiérrez |           |
| 5 mai     | 1re étape du Tour de l'île de Chongming | Chine     | 2.WWT     | Kirsten Wild     |           |
| 24 juin   | Championnat d'Espagne sur route         | Espagne   | CN        | Sheyla Gutiérrez |           |
| 6 juill.  | 7e étape du Tour d'Italie               | Italie    | 2.WWT     | Sheyla Gutiérrez |           |
| 30 août   | 2e étape, Simac Ladies Tour             | Pays-Bas  | 2.WWT     | Kirsten Wild     |           |

#### Sur piste
| Date     | Course                                    | Pays      | Classe | Vainqueur        |
| -------- | ----------------------------------------- | --------- | ------ | ---------------- |
| 12 avril | Championnat du monde de course au scratch | Hong Kong | CM     | Rachele Barbieri |

### Classement mondial
| Rang | Coureuse                | Points |
| ---- | ----------------------- | ------ |
| 26   | Kirsten Wild            | 423    |
| 37   | Sheyla Gutiérrez        | 330    |
| 62   | Kristabel Doebel-Hickok | 160    |
| 73   | Danielle King           | 138    |
| 125  | Rossella Ratto          | 64     |
| 161  | Joëlle Numainville      | 42     |
| 232  | Rachele Barbieri        | 20     |
| 236  | Małgorzata Jasińska     | 19     |
| 381  | Marta Tagliaferro       | 8      |
| 526  | Kaitlin Keough          | 3      |

Cylance est dixième au classement par équipes.

## Saison précédente

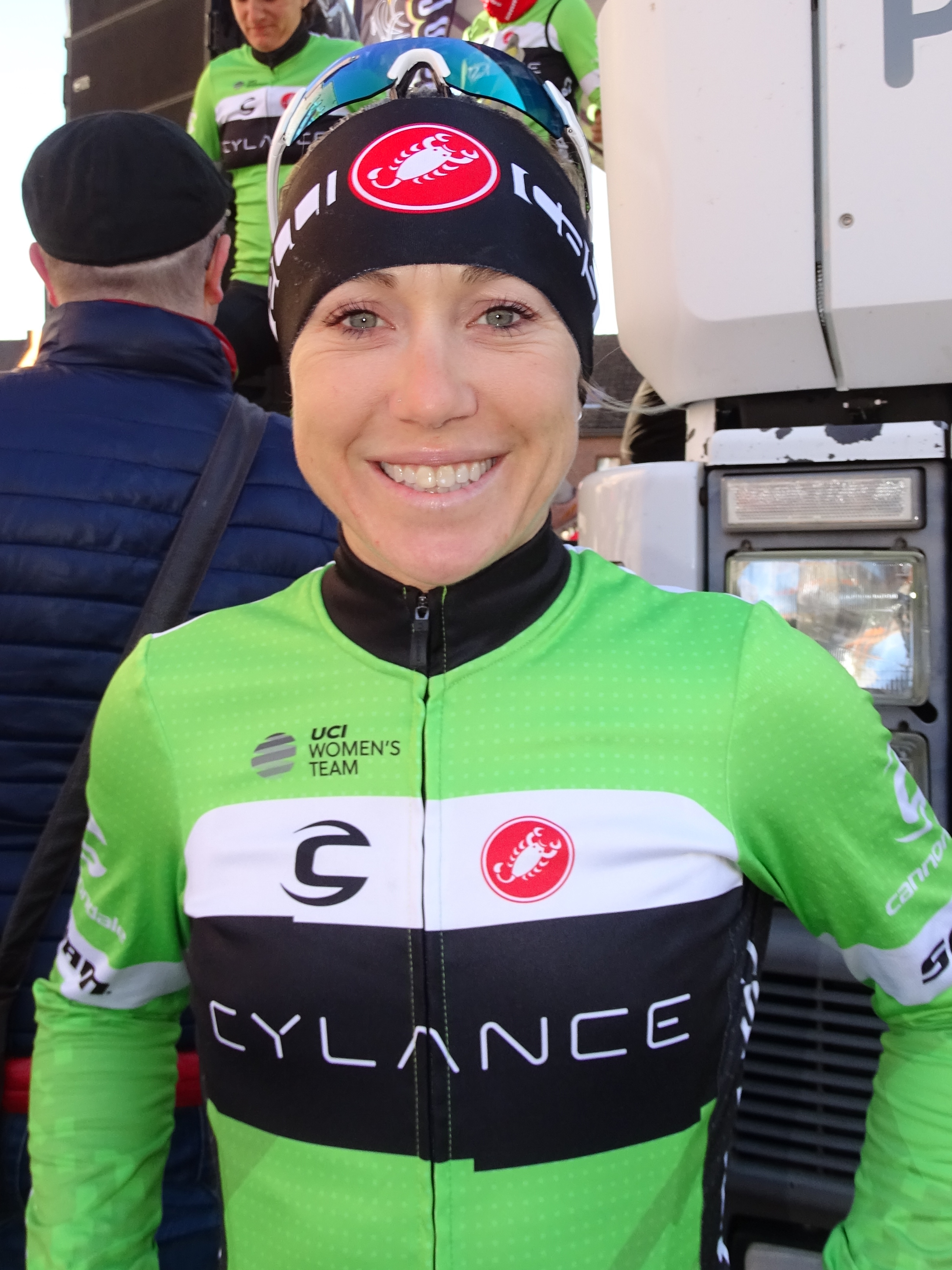
Shelley Olds
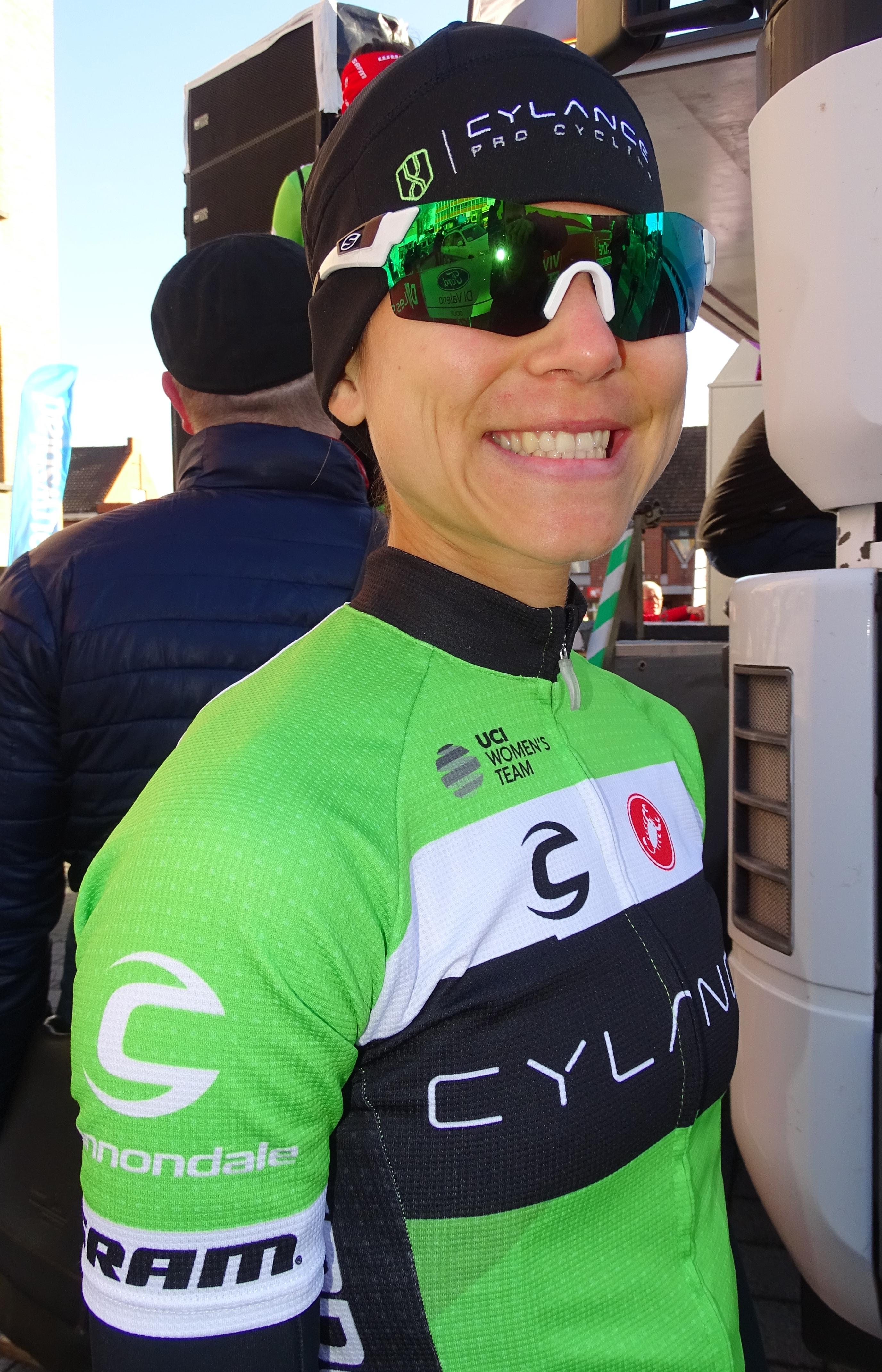
Kristabel Doebel-Hickok
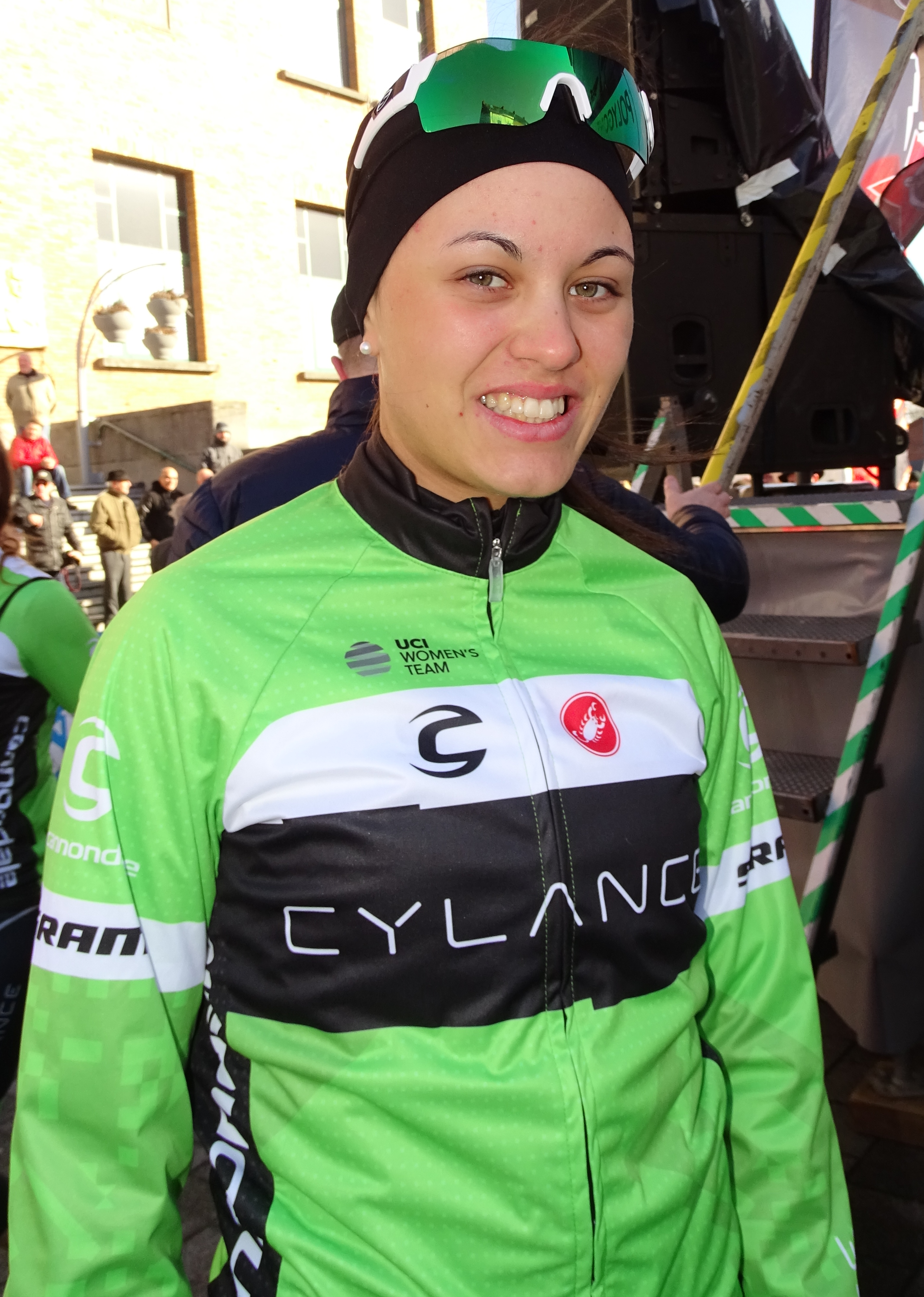
Rachele Barbieri
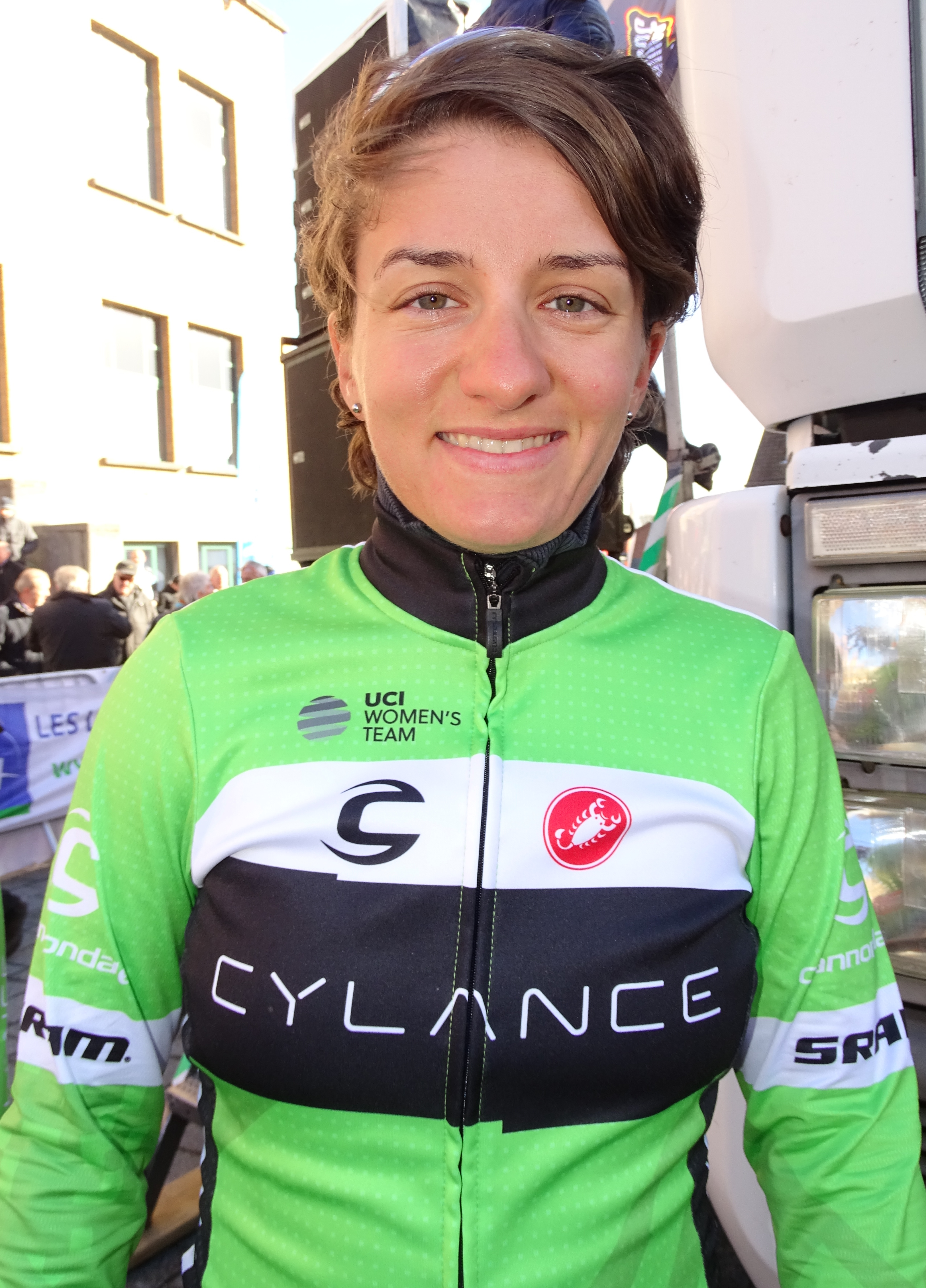
Valentina Scandolara
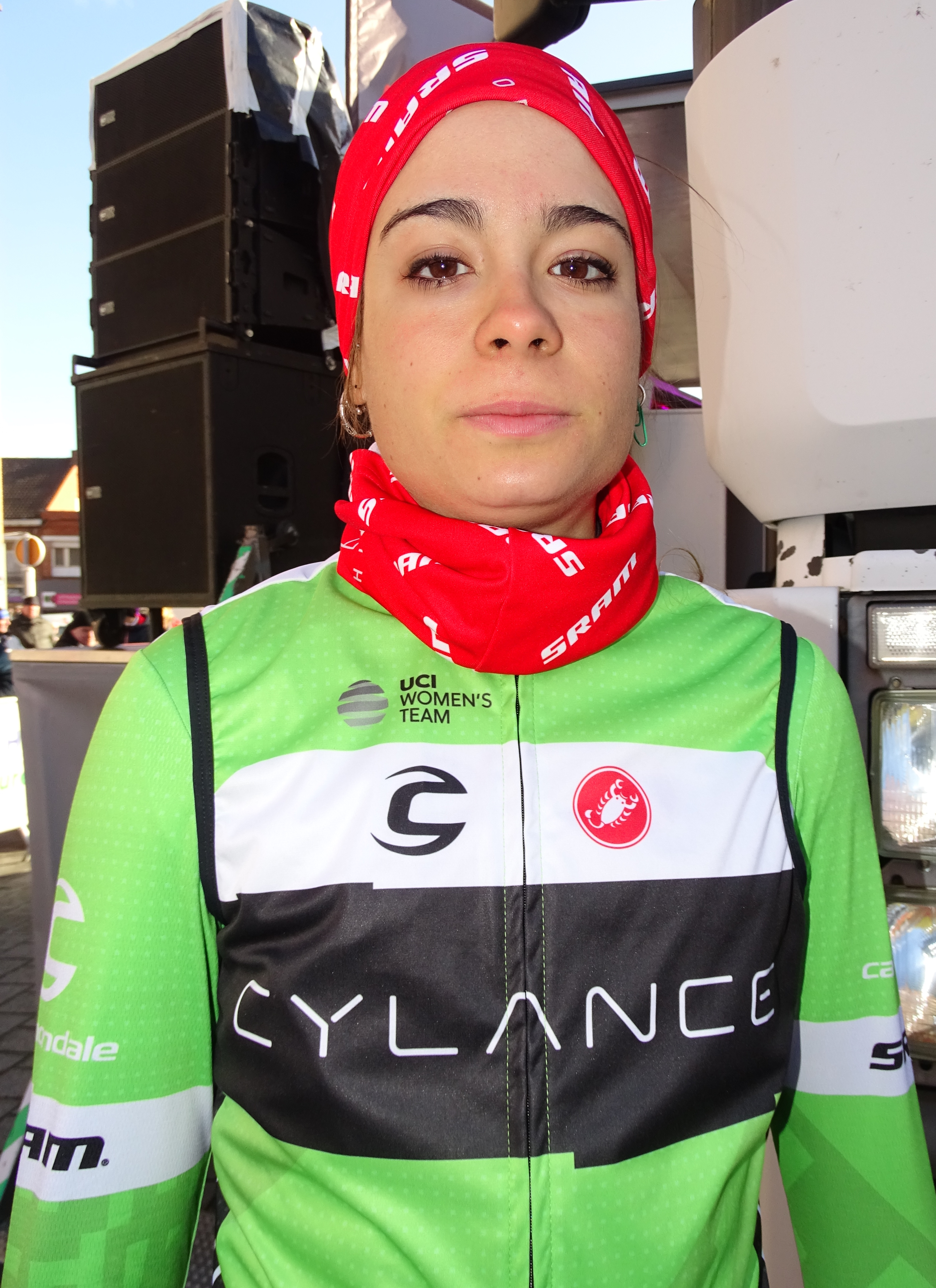
Sheyla Gutierrez

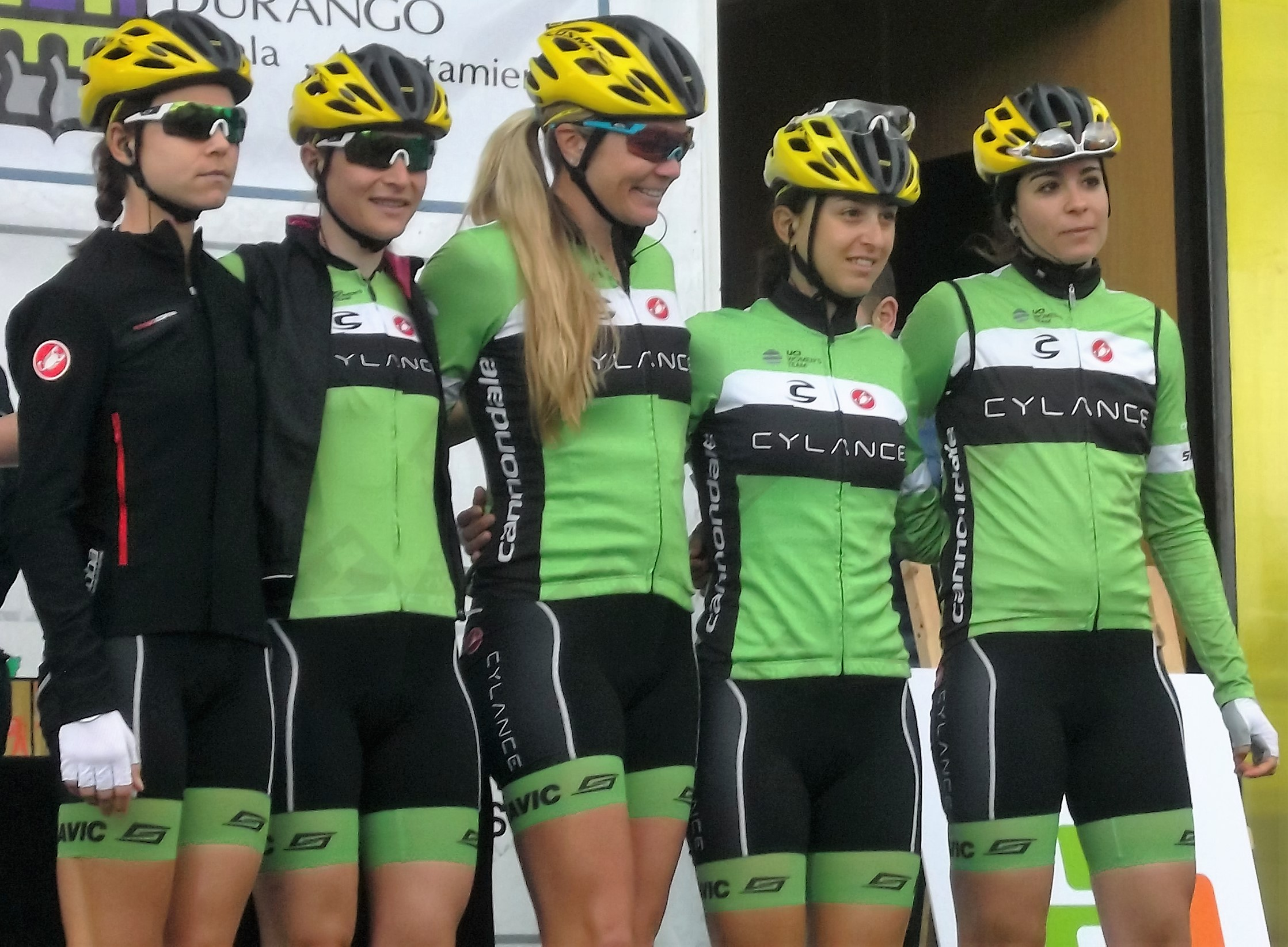
À la Bira